# Levon Aronian
Levon Grigori Aronian (armensk: Լևոն Գրիգորի Արոնյան; født 6. oktober 1982) er en armensk skakspiller. Han modtog skakstormestertitlen fra FIDE i 2000. På FIDEs ratingliste fra marts 2014 var han listet som nummer to i verden og han havde en Elo-rating på 2830, hvilket gjorde ham til den fjerdehøjest ratede skakspiller nogensinde.
Aronian vandt FIDE World Cup i 2005 og 2017. Han har ledet det armenske landshold til medaljer ved skakolympiaderbe i 2006 (Torino), 2008 (Dresden) og 2012 (Istanbul) og ved World Team Chess Championship i Ningbo 2011. Han vandt FIDE Grand Prix 2008–2010, hvilket kvalificerede ham til Kandidatturneringen ved VM i skak 2012, hvor han slået ud i første runde. Han var også verdensmester i Fischer Random skak i 2006 og 2007, i VM i hurtigskahurtigskak og i lynskak i 2010.
Aronian har været den bedste armenske skakspiller siden begyndelsen af 2000'erne. Hans popularitet i Armenien har gjort, at han er blevet kaldt en kendis og en helt. Han blev udnævnt til den bedste sportsmand i Armenien i 2005 og han modtog titlen som Æressportsmester i Armenien i 2009. I 2012 modtog han St. Mesrop Mashtots-ordenen.
I 2016 kaldte CNN Aronian for "David Beckham i skak".